# Боковелі Платон Семенович
Платон Семенович Боковелі (1912, село Зоді, тепер у складі міста Чіатура, Республіка Грузія — ?) — грузинський радянський діяч, шахтар копальні імені Кагановича тресту «Чіатурмарганець» Грузинської РСР. Депутат Верховної ради СРСР 3-го скликання.

## Життєпис
Навчався в початковій школі.
З 1928 року — робітник, шахтар-очисник копальні імені Кагановича тресту «Чіатурмарганець» Грузинської РСР. Перевиконував виробничі норми на 200%, учасник стахановського руху.
Член ВКП(б) з 1939 року.
Подальша доля невідома.

## Нагороди
- орден Леніна
- орден Трудового Червоного Прапора
- медаль «За оборону Кавказу»
- медаль «За доблесну працю у Великій Вітчизняній війні 1941—1945 рр.»
- медалі